# Tour Coltejer
La Tour Coltejer (espagnol : Centro Coltejer ou Edificio Coltejer) est un gratte-ciel situé à Medellín, en Colombie. Construit en 1978, il culmine à une hauteur de 175 mètres, ce qui en fait le plus haut immeuble de la ville.

## Galerie

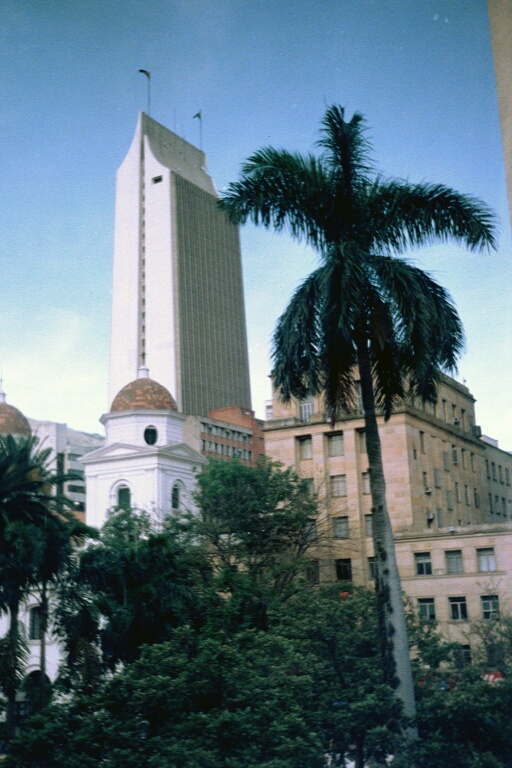
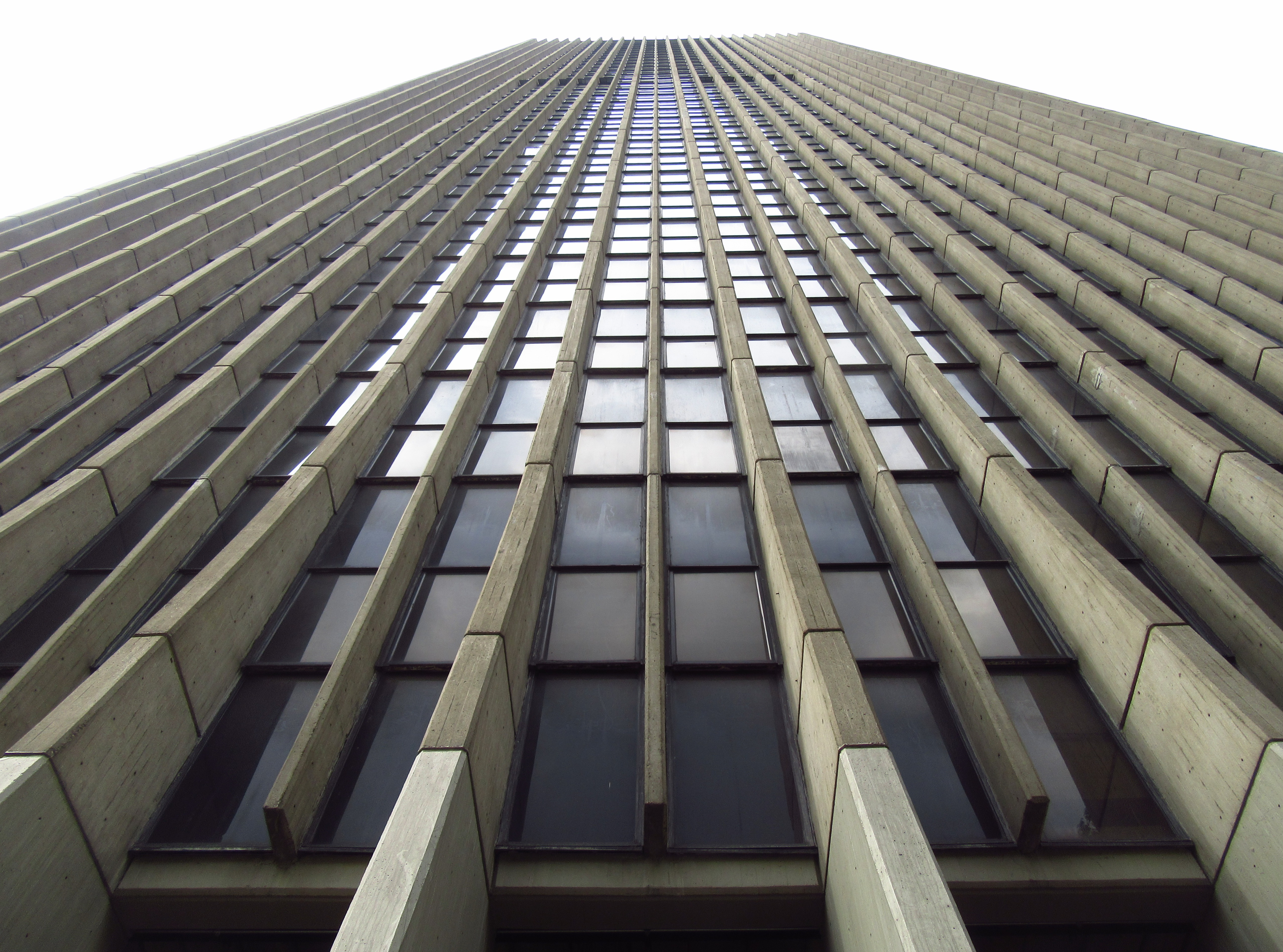
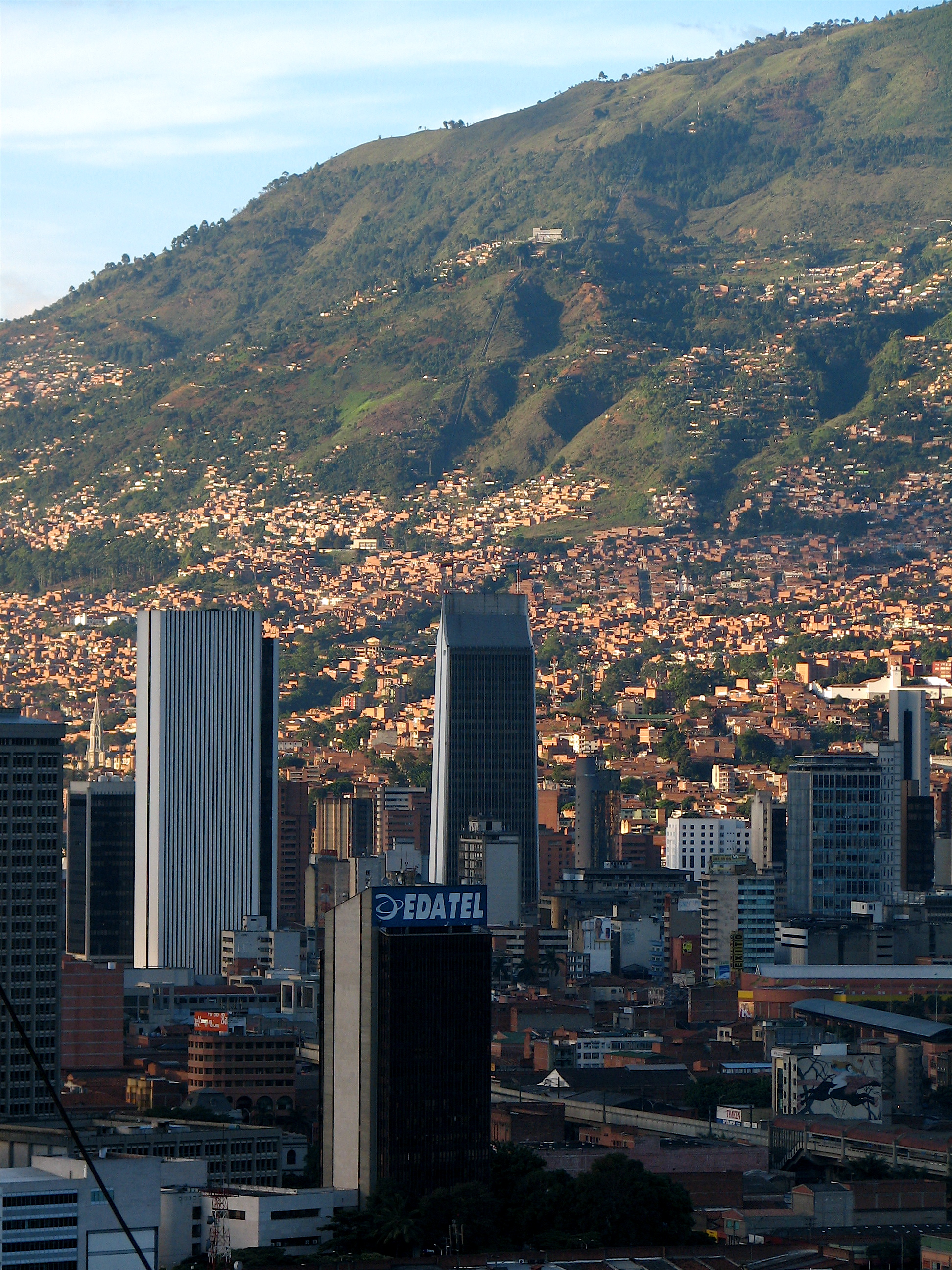